# Aeroporto di Petrozavodsk
L'aeroporto di Petrozavodsk-Besovec noto prima col nome aeroporto di Petrozavodsk-2 è un aeroporto internazionale situato a circa 12 km da Petrozavodsk nella Repubblica di Carelia, nella Russia europea.
L'aeroporto è utilizzato sia per il traffico civile che come base militare. Quest'ultima ha ospitato, durante gli anni della guerra fredda, numerosi aerei militari, tra cui MiG-25.

## Collegamenti con Petrozavodsk
L'aeroporto di Petrozavodsk è facilmente raggiungibile dall'autostazione di Petrozavodsk con le linee 102, 103, 106, 117,  117A, 118 del trasporto pubblico. L'intervallo di percorrenza è di circa trenta minuti.